# 하랄트 클로저
하랄트 클로저(독일어: Harald Kloser, 1956년 7월 9일 ~ )는 오스트리아 출신의 작곡가이다. 음악 교사로 있다가 1991년 가족과 함께 로스앤젤레스로 이주한 뒤, 영화 음악 작곡가로 활동중이다. 《투모로우》(2004)를 시작으로 《2012》(2009), 《화이트 하우스 다운》(2013), 《인디펜던스 데이: 리써전스》(2016) 등 롤란트 에머리히 감독의 영화의 OST를 제작했다.

## OST 담당 영화
| 연도 | 제목                      | 감독            | 비고            |
| ---- | ------------------------- | --------------- | --------------- |
| 1999 | 13층                      | 요제프 루스나크 |                 |
| 2004 | 투모로우                  | 롤란트 에머리히 |                 |
| 2004 | 에이리언 VS. 프레데터     | 폴 W. S. 앤더슨 |                 |
| 2008 | 10,000 BC                 | 롤란트 에머리히 |                 |
| 2009 | 2012                      | 롤란트 에머리히 | 제작, 각본 참여 |
| 2011 | 익명                      | 롤란트 에머리히 |                 |
| 2013 | 화이트 하우스 다운        | 롤란트 에머리히 | 제작 참여       |
| 2016 | 인디펜던스 데이: 리써전스 | 롤란트 에머리히 | 제작 참여       |